# Walter Martin Neidl
Walter Martin Neidl (* 3. April 1930 in Tirschenreuth; † 19. Januar 2014 in Regensburg) war ein deutscher Philosoph.

## Leben
Er machte eine Lehre zum Versicherungskaufmann und wurde 1959 zum Priester geweiht. Er studierte Philosophie bei Jakob Hommes in Regensburg besonders Technikkritik. Bei Max Müller wurde er 1966 in München promoviert. Nach Tirol kam er, von seiner Diözese für die Wissenschaft freigestellt, Ende der Sechzigerjahre. Er wirkte als Hausgeistlicher im Provinzhaus der Kreuzschwestern in Hall in Tirol und übernahm an der Theologischen Fakultät die Lehrveranstaltungen zur Geschichte der Philosophie, nachdem Emerich Coreth krankheitsbedingt für mehrere Jahre ausgefallen war. 1973 habilitierte er sich an der Theologischen Fakultät in Innsbruck. Seine Sammlung von Ikonen schenkte er 2003 dem Stift Wilten, wo sie seitdem zugänglich ist. 1978 erhielt er einen Ruf auf eine Professur der Universität Salzburg, wo er Metaphysik lehrte. Von 1980 bis 1986 amtierte er als Dekan und Prodekan, ehe ihm 1989 ein schwerer Herzinfarkt viel von seiner Schaffenskraft raubte. 1992 emeritierte er frühzeitig.

## Schriften (Auswahl)
- Der Realitätsbegriff des Franz Suarez nach den Disputationes metaphysicae (= Münchener theologische Studien 2. Systematische Abteilung. Band 33). Hueber, München 1966, OCLC 905554154 (zugleich Dissertation, München 1966).
- Thearchia. Die Frage nach dem Sinn von Gott bei Pseudo-Dionysius Areopagita und Thomas von Aquin (dargestellt anhand der Texte von Peri Theiōn Onomatōn und des dazu verfassten Kommentars des Aquinaten). Habbel, Regensburg 1976, ISBN 3-7748-0343-9 (zugleich Habilitationsschrift, Innsbruck 1973).
- Christliche Philosophie – eine Absurdität? Antrittsvorlesung, gehalten am 27. März 1979 an der Universität Salzburg (= Salzburger Universitätsreden. Heft 70). Universitäts-Verlag Pustet, Salzburg/München 1981, OCLC 872563379.
- als Herausgeber mit Friedrich Hartl: Person und Funktion. Festschrift zum Gedenken an den hundertsten Geburtstag von Jakob Hommes. Pustet, Regensburg 1998, ISBN 3-7917-1606-9.